# Willem van Ockham
Willem van Ockham (ook wel geschreven als Occam) (1288 – 1347) was een middeleeuws Engels theoloog en filosoof, wiens denken geldt als vooruitlopend op een aantal aspecten van de moderne filosofie.

## Vroege leven
Hij werd al op vroege leeftijd lid van de orde van de franciscanen, die hem de kans gaven te studeren. Later studeerde hij theologie aan de universiteit van Oxford, en vervolgens schreef hij een commentaar op het theologische standaardwerk Liber Sententiarum van Petrus Lombardus, dat als een echte autoriteit gold bij het onderwijs. Zijn commentaar werd hem niet door iedereen in dank afgenomen.

## Nominalisme
In de universaliënstrijd te Parijs durfde Ockham zich twee eeuwen na Pierre Abélard (1079–1142) wel uit te spreken over een werkelijkheid buiten de mentale werkelijkheid en stelde dat 'ideeën geen substantie vormen buiten de geest'. Zelfs voor God geldt niet dat de universalia al bestaan voor de dingen (universalia ante res), aangezien er anders geen sprake kan zijn van creatio ex nihilo, schepping uit het niets.

Universalia waren niet nodig om zaken te verklaren en maakten een en ander nodeloos ingewikkeld. Het principe om nooit meer te poneren dan nodig werd bekend als Ockhams scheermes. Voor Ockham moest de filosofie zaken verklaren vanuit het individuele, maar hij vermeed de val van nominalisme van Roscellinus door geloof en rede te scheiden. Dat beide met elkaar in tegenspraak kunnen zijn, betekent niet dat zij daarbij afbreuk doen aan elkaar, ook wel bekend als de dubbele waarheid. Geloof was ingegoten (infusa) bij de doop en was de enige weg tot eeuwige zaligheid. Het was niet vatbaar voor de rede en daarmee gold de oude fideïstische opvatting credo quia absurdum, ik geloof omdat het absurd is.

Met de rede moesten alle overige zaken begrepen worden door uitspraken te doen over de geldigheid van proposities: solae propositiones sciuntur, alleen proposities leveren wetenschappelijke kennis op.
Het denken van Ockham had ook gevolgen voor zijn houding ten opzichte van de Kerk en wereldlijke macht. Ook hier gold voor Ockham dat er sprake moest zijn van een scheiding tussen beide, iets wat hem in conflict bracht met paus Johannes XXII (ca. 1249–1334), die hem in 1328 gevangen liet zetten. Hij wist te ontkomen en vluchtte naar München waar hij zou blijven onder bescherming van Lodewijk van Beieren, zelf in conflict met de paus.
Hoewel Ockham wist te ontkomen, werd het nominalisme met het edict van Senlis nog in 1473 verboden door koning Lodewijk XI in het belangrijkste centrum van de christelijke theologie, de universiteit van Parijs. De invloed van het nominalisme was echter ondertussen dusdanig groot, dat het edict het jaar daarop al werd afgezwakt en het nominalisme in 1481 weer volledig werd toegelaten. Het werk van Ockham was van grote invloed op de wetenschap en na zijn dood vormde zich een nieuwe school, wat een splitsing betekende in het onderwijs van de artes liberales. Enerzijds was er de richting die vast bleef houden aan het gematigd realisme, de via antiqua, anderzijds de richting van Ockham, de via moderna of scientia okamica.
Ockham stierf rond 9 april 1347.

## Belang waarneming
Hij is vooral bekend om het feit dat hij veel belang toekende aan de zintuiglijke waarneming. Hij was een nominalist en beweerde dat 'ideeën geen substantie vormen buiten de geest', oftewel dat de ideeën geen objectief bestaan hebben buiten de mens. Zijn leer was dus in strijd met het realisme. Hierin betoogt men dat ideeën of universalia bestaan voor de dingen (universalia ante res). Nominalisten stelden dat deze slechts namen zijn en dus pas na de dingen bestaan (universalia post res), geconstrueerd door mensen. Hij ging daarmee verder dan zijn ordegenoot Duns Scotus (1266–1308), die een realist was.

## Scheermes

Quaestiones in quattuor libros sententiarum

Aan Ockham wordt de uitspraak
In argumentationibus entia non sunt multiplicanda sine necessitate
Binnen redeneringen moeten de zijnden niet zonder noodzaak worden verveelvoudigd
toegeschreven (zijn Reportatio), die bekend werd als Ockhams scheermes. Deze uitspraak is ontleend aan Aristoteles.
Zelf formuleerde hij het als volgt:
"Want er moet niets nieuws voorgesteld worden zonder een geldige reden, tenzij het vanzelfsprekend is, of door ervaring bekend of door de autoriteit van de Heilige Schrift bewezen.”
Voor Ockham is God de enige entiteit die niet bewezen hoeft te worden: al het andere is van die zekerheid afgeleid.
Ockham schreef ook werken op het terrein van de politieke theorie.
De stromingen van het realisme, gebaseerd op het neoplatonisme en de opvattingen met betrekking tot de ideeën zoals we die bij Plato vinden, en het nominalisme (ideeën zijn slechts woorden of nomina) zullen de filosofische discussie gedurende de gehele late Middeleeuwen bepalen, speciaal in de zogeheten universaliënstrijd.
Verder is hij bekend als de bron van het gezegde "over smaak valt niet te twisten". Dit is eigenlijk een verkeerde vertaling, want bij Ockham staat er "de gustibus non est disputandum", wat zoveel betekent als dat er in een redelijke discussie niet over smaak valt te argumenteren (twisten kunnen we best, zou Ockham zeggen).

## Werken
Ockham heeft vele werken geschreven.
Academische werken
- Commentaar op de Sententies van Petrus Lombardus (1317-1318)
- Zeven Quodlibets (1322-1325)

Filosofische werken
- Uiteenzetting over Porphyrius' werk Isagoge en over de Categorieën van Aristoteles (1321-1324)
- Summa Logicae, een overzicht van de toenmalige logica en taalfilosofie.
- Verhandeling over Voorbestemming en Gods voorkennis over toekomstige gebeurtenissen (1321-1324)
- Uiteenzetting over Aristoteles' natuurkunde (1322-1324)
- Vragen over Aristoteles' werken over de natuur (voor 1324)

Politieke werken
- Acht vragen over de macht van de Paus (1340-1341)
- Werk van negentig dagen (1332-1334)
- Brief (1334)
- Kleine Preek (1341-1342)
- Dialoog (1334-46)